# 8a Mostra Internacional de Cinema de Venècia
La 8a Mostra Internacional de Cinema de Venècia va tenir lloc del 23 d'agost al 15 de setembre de 1947. Formalment, encara no s'havia designat com a Lleó d'Or el premi més important de l'esdeveniment, sinó que es deia Gran Premi Internacional de Venècia.

## Jurat
- Vinicio Marinucci[2]
- Hugo Mauerhofer
- Antonin Brousil
- Jacques Ibert
- Fabrizio Malipiero
- Cirly Ray
- William Karol
- Carlo Benda
- Dimitri Jeriomin
- Jeanne Contini

## En competició
| Títol                                    | Director(s)           | Paús de producció |
| ---------------------------------------- | --------------------- | ----------------- |
| Ngiri (curtmetratge)                     | Gérard De Boe         | Bèlgica           |
| Хора сред облаците (Hora sred oblatzite) | Zahari Zhandov        | Bulgària          |
| Сватба на село' (Svatba na selo)         | Stoyan Hristov        | Bulgària          |
| Един ден в София (Edin den v Sofia)      | Zahari Zhandov        | Bulgària          |
| El desconegut                            | Orson Welles          | Estats Units      |
| Tomorrow Is Forever                      | Irving Pichel         | Estats Units      |
| Spellbound                               | Alfred Hitchcock      | Estats Units      |
| It Happened on 5th Avenue                | Roy Del Ruth          | Estats Units      |
| Gallant Journey                          | William A. Wellman    | Estats Units      |
| Llarga és la nit                         | Carol Reed            | Regne Unit        |
| Siréna                                   | Karel Steklý          | Txèquia           |
| Caccia tragica                           | Giuseppe De Santis    | Itàlia            |
| Monsieur Vincent                         | Maurice Cloche        | França            |
| L'onorevole Angelina                     | Luigi Zampa           | Itàlia            |
| Quai des Orfèvres                        | Henri-Georges Clouzot | França            |
| La Perla                                 | Emilio Fernández Romo | Mèxic             |

## Premis
- Gran Premi Internacional de Venècia
  - Millor pel·lícula - Siréna (Karel Steklý)
- Millor pel·lícula italiana 
  - Caccia tragica (Giuseppe De Santis)
- Lleó de Plata a la millor direcció
  - Henri-Georges Clouzot (Quai des Orfèvres)
- Copa Volpi
  - Millor Actor - Pierre Fresnay (Monsieur Vincent)
  - Millor Actriu - Anna Magnani (L'onorevole Angelina)
- Premi Osella
  - Millor guió original - Grigori Aleksandrov, Aleksandr Raskin i Moris Slobodskoy (Vesna)
  - Millor fotografia - Gabriel Figueroa (La perla)
  - Millor música original - E.F. Burian (Siréna)
- Premi Internacional 
  - Dreams That Money Can Buy (Hans Richter)
  - La perla (Emilio Fernández)